# Ključ (żupania varażdińska)
Ključ – wieś w Chorwacji, w żupanii varażdińskiej, w mieście Novi Marof. W 2011 roku liczyła 928 mieszkańców.